# سيلفيا دي
سيلفيا دي (بالإنجليزية: Sylvia Dee)‏ هي كاتبة غنائية أمريكية، ولدت في 22 أكتوبر 1914، وتوفيت في 12 يونيو 1967.

## وصلات خارجية
- سيلفيا دي على موقع IMDb (الإنجليزية)
- سيلفيا دي على موقع ميوزك برينز (الإنجليزية)
- سيلفيا دي على موقع قاعدة بيانات برودواي على الإنترنت (الإنجليزية)
- سيلفيا دي على موقع أول ميوزيك (الإنجليزية)
- سيلفيا دي على موقع ديسكوغز (الإنجليزية)